# Distrikt Anco Huallo
Der Distrikt Anco Huallo, alternative Schreibweisen: Distrikt Anccohuayllo und Distrikt Anco-Huallo, liegt in der Provinz Chincheros in der Region Apurímac in Zentral-Peru. Der Distrikt wurde am 20. Februar 1964 gegründet. Benannt wurde der Distrikt nach Anku Walluq, einen Führer der Chanka im 15. Jahrhundert.
Der Distrikt besitzt eine Fläche von 91 km². Beim Zensus 2017 lebten 10.746 Einwohner im Distrikt. Im Jahr 1993 lag die Einwohnerzahl bei 9740, im Jahr 2007 bei 10.898. Die Distriktverwaltung befindet sich in der auf einer Höhe von etwa 3204 m gelegenen Kleinstadt Uripa mit 6365 Einwohnern (Stand 2017). Uripa liegt 5,5 km östlich der Provinzhauptstadt Chincheros.

## Geographische Lage
Der Distrikt Anco Huallo liegt im Andenhochland zentral in der Provinz Chincheros. Er besitzt eine Längsausdehnung in NNW-SSO-Richtung von 17,5 km sowie eine maximale Breite von 8,2 km. Das Gebiet wird nach Westen zum Río Pampas entwässert. Die Nationalstraße 3S von Chincheros nach Andahuaylas durchquert den Distrikt in östlicher Richtung.
Der Distrikt Anco Huallo grenzt im Südwesten an den Distrikt Cocharcas, im Westen an den Distrikt Chincheros, im Norden an den Distrikt Ongoy, im Nordosten und im Osten an den Distrikt Rocchacc, im Osten an den Distrikt Ranracancha sowie im Süden an den Distrikt Uranmarca.

## Ortschaften
Im Distrikt gibt es neben dem Hauptort Uripa folgende größere Ortschaften:
- Challhuani (817 Einwohner)
- Muñapucro (365 Einwohner)
- San Pedro de Chuparo (599 Einwohner)
- Totorabamba (627 Einwohner)

## Im Distrikt Anco Huallo geborene Persönlichkeiten
- Hugo Carrillo Cavero (* 1956), peruanischer Quechua-Dichter, Sänger, Anthropologe und Politiker